# Clubhouses
"Clubhouses" é o décimo segundo episódio da segunda temporada da série de desenho animado estadunidense South Park, e o de número 25 da série em geral. Escrito por Trey Parker e Nancy M. Pimental, e dirigido por Parker, o episódio foi transmitido originalmente em 23 de setembro de 1998 através do canal de televisão Comedy Central. No episódio, os meninos constroem clubes sobre árvores para jogar verdade ou consequência com as meninas, enquanto o casamento de Randy e Sharon Marsh começa a desmoronar.

## Enredo
Kyle e Stan começam a construir um clube para que eles possam jogar verdade ou consequência com Wendy e Bebe, Stan acredita que ele poderá beijar sua namorada, Wendy, enquanto que Bebe planeja beijar Kyle. Cartman e Kenny descobrem os planos de seus amigos e começam a construir seu próprio clube.
Enquanto isso, os pais de Stan, Randy e Sharon, se divorciam devido a constantes brigas. Sharon logo apresenta Stan à um novo padrasto, Roy, que rapidamente se muda para a casa da família. Cartman e Kenny constroem seu clube primeiro, e Kenny consegue convidar duas garotas de 16 anos para visitá-los. Cartman tenta fazê-las jogar verdade ou consequência, mas elas recusam por acharem que o jogo é para crianças. Quando Stan e Kyle terminam de construir o clube, o pai de Stan surpreende o garoto levando-o para um passeio. Randy demonstra interesse insincero, focando-se mais em desfrutar a vida de solteiro. Mais tarde, as meninas visitam o clube de Stan e Kyle para jogar, Kyle e Bebe acabam se beijando, mas Roy interrompe a vez de Stan.
Stan prepara um plano para unir seus pais, os dois acabam reatando. No dia seguinte, Stan e Clyde jogam verdade ou consequência com Wendy e Bebe. Stan pede consequência, esperando ser obrigado a beijar Wendy, mas em vez disso o desafia a penetrar um pedaço de galho em sua uretra.